# Diadromus carinifer
Diadromus carinifer är en stekelart som beskrevs av Gokhman 1995. Diadromus carinifer ingår i släktet Diadromus och familjen brokparasitsteklar. Inga underarter finns listade i Catalogue of Life.